# John Price
John Christopher Valdemar Price (født 15. september 1913  i København, død 10. december 1996 smst) var en dansk skuespiller og sceneinstruktør.
Slægten Price kom til Danmark fra Wales i 1795. Blandt dens medlemmer har adskillige været fremtrædende scenekunstnere, især på Det Kongelige Teater. John Price gennemgik Det kongelige Teaters balletskole og Det kongelige Teaters elevskole. Sidenhen engageret ved teatret som skuespiller, sceneinstruktør og lærer på teatrets elevskole.
Blandt de teaterforestillinger, som han har medvirket i, kan nævnes Jean de France, Gustav Vasa, Hellig tre kongers aften, Indenfor Murene, Et dukkehjem og H.M.S. Pinafore. Han har bl.a. iscenesat Cæsar og Cleopatra, Omstigning til Paradis og Othello.
Fra de spillefilm, han var med i, huskes han nok bedst for sin rolle som fabrikant Sandelund i Naboerne. John Price var manuskriptforfatter og instruktør på filmen 'Der var engang' fra 1966, hvori mange store skuespillere såsom Dirch Passer, Ove Sprogøe, Karl Stegger medvirkede. Hans kone Birgitte spillede hovedrollen og hans søn James en mindre birolle.
Han modtog Teaterpokalen i 1968 og 3. december 1972 modtog han medaljen Ingenio et arti. Han var Ridder af 1. grad af Dannebrog.

## Privatliv
John Price blev gift første gang den 3. januar 1941 med skuespilleren Beatrice Bonnesen, anden gang den 2. juni 1957 med Birgitte Price med hvem han fik sønnerne James Price, der senere blev musiker og komponist, og Adam Price, der blev oversætter, forfatter og madanmelder. John Price fik i 1976 endnu en søn, David Price, med tv-produceren Janne Clémen. 
John Price beskæftigede sig også meget med gastronomi, han var madskribent, forfatter af bl.a. bogen Spise med Price (1973) og medlem af Det Danske Gastronomiske Akademi.
Han er begravet på Frederiksberg ældre kirkegård.

## Udvalgte film
Blandt de film han medvirkede i kan nævnes:
- 7-9-13 – 1934
- Det gyldne smil – 1935
- Rasmines bryllup – 1935
- Mille, Marie og mig – 1937
- Balletten danser – 1938
- Champagnegaloppen – 1938
- Blaavand melder storm – 1938
- Kongen bød – 1938
- Pinocchio – 1940[1]
- Når man kun er ung – 1943
- Familien Gelinde – 1944
- Spurve under taget – 1944
- Mød mig på Cassiopeia – 1951
- Duellen – 1962
- Tine – 1964
- Naboerne – 1966
- Jeg - en marki – 1967
- Tre mand frem for en trold – 1967
- Sådan er de alle – 1968
- Manden der tænkte ting – 1969
- Den kyske levemand – 1974